# Craig Foss
Craig Raymond Robert Foss (Lower Hutt, 4 de juliol de 1963) és un polític neozelandès i diputat de la Cambra de Representants de Nova Zelanda, representant la circumscripció electoral de Tukituki des de les eleccions de 2005. És membre del Partit Nacional i forma part del gabinet de John Key.

## Inicis
Foss va néixer el 4 de juliol de 1963 a Lower Hutt. Va realitzar els seus estudis secundaris al Col·legi Naenae (Naenae College) de Lower Hutt. Es va graduar amb un BCA de la Universitat de Victòria de Wellington.
Entre el 1985 i 1990 va treballar per Bank of New Zealand a Wellington. Després treballà pel mateix banc però a Singapur. També treballà per Credit Suisse a Londres i Tòquio.

## Diputat
| Parlament de Nova Zelanda |      |                |        |          |
| Anys                      | Leg. | Circumscripció | Llista | Partit   |
| 2005-2008                 | 48   | Tukituki       | 44     | Nacional |
| 2008-2011                 | 49   | Tukituki       | 33     | Nacional |
| 2011-actualitat           | 50   | Tukituki       | 21     | Nacional |

Per a les eleccions de 2005 Foss fou elegit el candidat del Partit Nacional a la circumscripció electoral de Tukituki. Foss hi va guanyar per sobre de Rick Barker del Partit Laborista, el diputat de la circumscripció des de 1996. Des d'aleshores és el diputat per la circumscripció.
En les eleccions de 2005 Foss es trobava 44è en la llista electoral del Partit Nacional. En les eleccions de 2008 es trobava 33è i en les de 2011 es trobava 21è.

### Ministre
Al dimitir John Carter el juny de 2011 Foss fou nomenat pel Primer Ministre com al ministre que continuaria el treball de Carter. Així Foss va esdevenir Ministre de Defensa Civil, Ministre pels Ciutadans d'Edat Avançada i Ministre de Carreres.
Per al nou gabinet de Key després de les eleccions de 2011 Foss cessà de ser Ministre de Defensa Civil, Ministre pels Ciutadans d'Edat Avançada i Ministre de Carreres, sent succeït per Chris Tremain, Jo Goodhew i Nathan Guy respectivament. En aquest gabinet Foss fou nomenat Ministre de Negocis, Ministre dels Afers dels Consumidors i Ministre de Radidifusió.

## Vida personal
Foss està casat amb la seva dona Kristal i tenen dues filles. Viuen entre la seva casa de Havelock North i la seva granja a Waimarama, a la regió de Hawke's Bay.